# Syria starożytna
Syria starożytna – terytorium, którego granice w okresie od około VII tys. p.n.e. do około 330 roku p.n.e. zakreślały od zachodu Morze Śródziemne, od wschodu – Eufrat, od północy – góry Taurus, od południa – linia graniczna starożytnej Palestyny. Terytorium to nie pokrywa się obszarowo ze współczesną Syrią. 
Syria starożytna dzięki swojemu położeniu łączy cywilizacje egipską, mezopotamską, anatolijskie i egejską. Ukształtowanie geologiczne powierzchni nie sprzyjało rozwojowi większych organizmów państwowych, a brak naturalnych granic powodował łatwe zdobywanie terenów przez kolejnych najeźdźców, co z kolei było przyczyną braku ciągłości polityczno-kulturowej. Obszar bogaty był w drzewa, co powodowało rozwój handlu z państwami, pozbawionymi tego surowca, przede wszystkim z Egiptem i Mezopotamią.

## Granice historyczne
Najstarsze odkrycia archeologiczne z obszaru Syrii starożytnej są datowane na VII tys. p.n.e. Syryjskie źródła pisane mają stosunkowo młodą metrykę. Najstarsze pochodzą z pierwszej połowy II tys. p.n.e. W piśmiennictwie mezopotamskim i egipskim najwcześniejsze informacje dotyczące regionu pochodzą z połowy III tys. p.n.e. Górna granica historii Syrii starożytnej przypada na czasy podboju Aleksandra Wielkiego, który po wygranej bitwie pod Issos w 333 roku p.n.e. wyruszył do Syrii i w 332 roku p.n.e. zdobył Tyr. Po podboju Egiptu ogłosił się oswobodzicielem Syrii spod władzy Persów.

## Geografia Syrii starożytnej
Granice zakreślające obszar Syrii starożytnej nie pokrywają się z granicami współczesnego państwa. Nie należy do niej obszar na wschód od Eufratu, pod względem geografii historycznej zaliczany do Mezopotamii. Ponadto tereny Syrii starożytnej obejmują należące do Turcji obszary pomiędzy Gaziantep i Kilis oraz pomiędzy zatoką İskenderun a ujściem Orontesu, a także ziemie współczesnego Libanu. Od zachodu naturalną granicą jest wybrzeże Morza Śródziemnego.
Pod względem ukształtowania krajobrazu Syria starożytna dzieliła się na trzy obszary. Wzdłuż wybrzeża ciągnął się bogaty w surowce górzysty pas przerywany równinami i ujściami rzek płynącymi na zachód, co stwarzało dogodne warunki do powstawania miast portowych oraz komunikację z obszarami położonymi w głąb kraju. Druga strefa obejmowała górzysty kraj ciągnący się wąskim pasem od północy do południa i przerywany licznymi rzekami. Warunki przyrodnicze nie sprzyjały do powstawania na tych terenach osiedli. Trzeci obszar obejmował żyzne równiny na północy w okolicach Aleppo i pastwiska w pobliżu Damaszku na południu.